# Mucropetraliella nodulosa
Mucropetraliella nodulosa är en mossdjursart som beskrevs av Stach 1936. Mucropetraliella nodulosa ingår i släktet Mucropetraliella och familjen Petraliellidae. Inga underarter finns listade i Catalogue of Life.